# Dendrophryniscus skuki
Dendrophryniscus skuki é uma espécie de anfíbio da família Bufonidae. Endêmica do Brasil, pode ser encontrada no município de Itacaré, no estado da Bahia.
A espécie foi descrita como Rhinella skuki em 2012, e no mesmo ano foi recombinada para Dendrophryniscus skuki.